# Trigonophorus

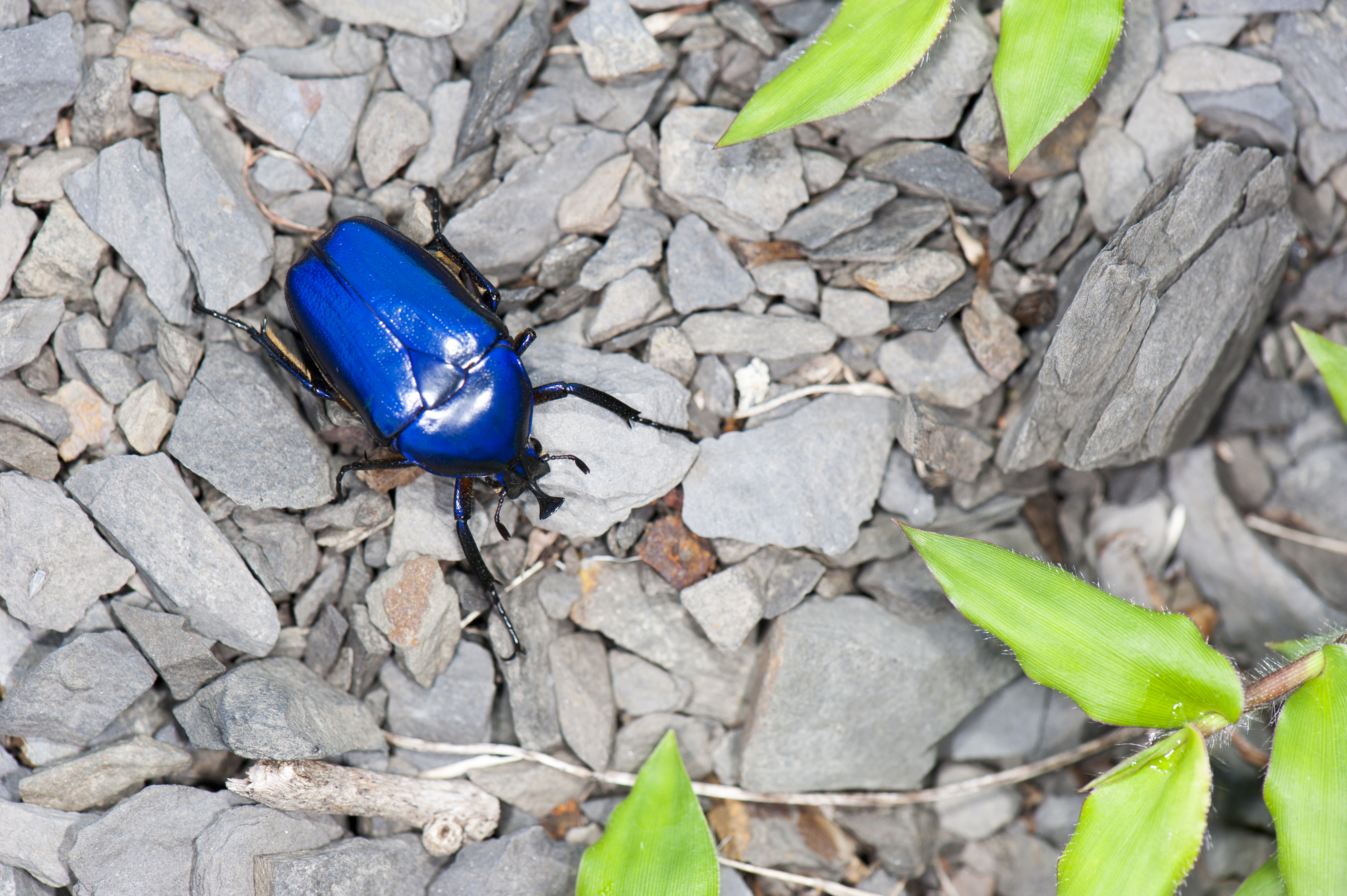
Trigonophorus rothschildi

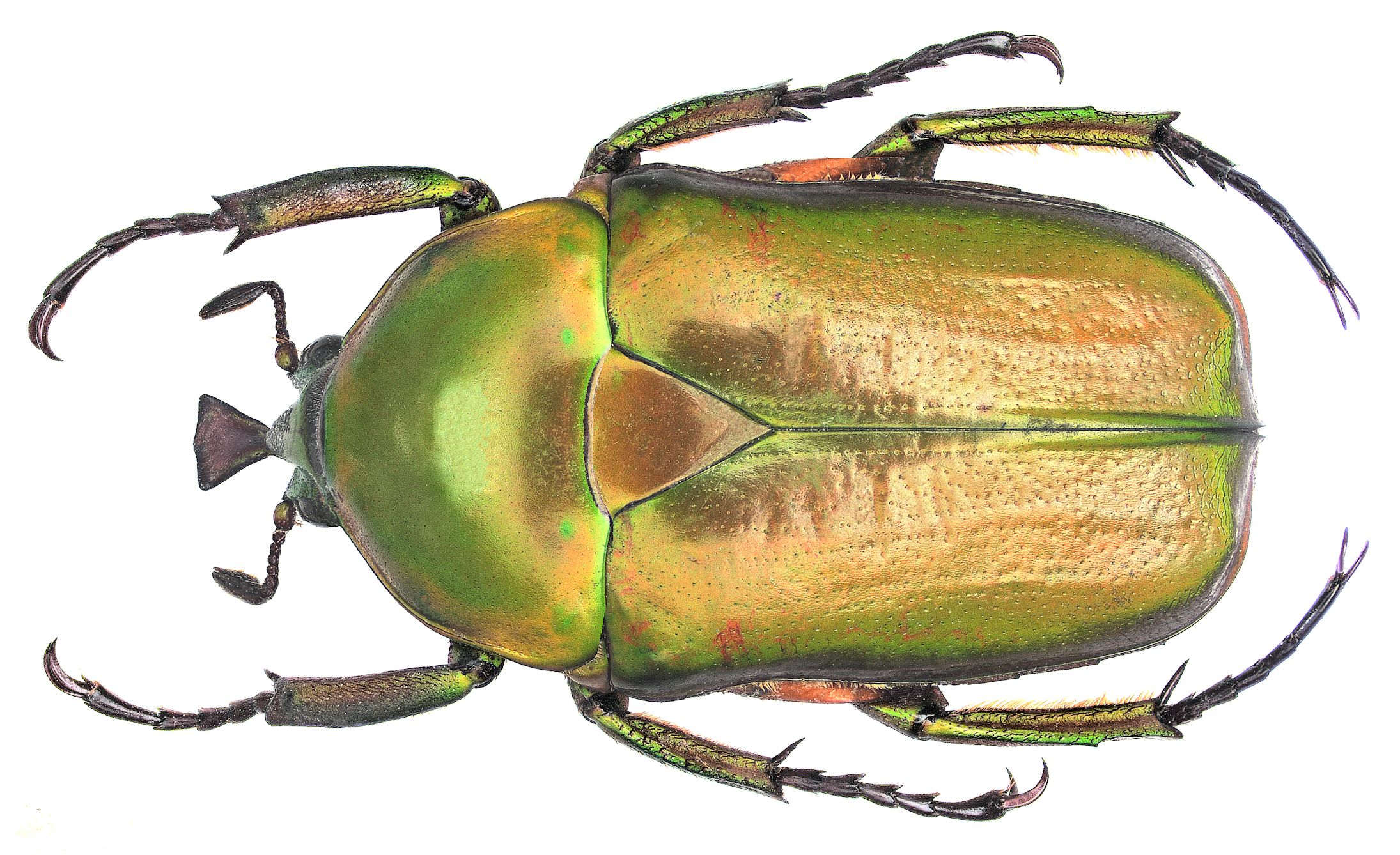
Trigonophorus dilutus chinensis

Trigonophorus – rodzaj chrząszczy z rodziny poświętnikowatych, podrodziny kruszczycowatych i plemienia Goliathini.

## Taksonomia
Rodzaj ten został wprowadzony w 1831 roku przez Fredericka Williama Hope'a, który jego gatunkiem typowym ustanowił opisanego przez siebie Trigonophorus nepalensis.

## Morfologia
Ciało wydłużone, wklęśnięte, nagie. Szeroka głowa uzbrojona jest na przodzie poziomym, wyciągniętym ku przodowi płatkiem. Bródka głęboko obrzeżona. Głaszczki smukłe. Nadustek wyposażony jest w trójkątny róg, który w wychodzi, jako wąski, z jego przedniej krawędzi ku przodowi i w górę, gdzie rozszerzony jest u wierzchołka. Boki nadustka prawie proste, a przedplecza zakrzywione. Tylne kąty przedplecza dobrze zaznaczone, a nasada delikatnie obrzeżona pośrodku. Pokrywy płaskie, nieżeberkowane, zafalowane po bokach. Golenie przednich odnóży samic silnie dwuzębne, samców nieuzbrojone. Tylny róg samic ogólnie tępy, samców ostry.
Ubarwienie oskórka tych chrząszczy jest strukturalne (nie zawiera pigmentu). Jego wielowarstwowa nanoarchitektura została przebadana u podgatunku Trigonophorus rothschildi varians.

## Rozprzestrzenienie
Chrząszcze rozsiedlone na pograniczu krainy orientalnej i palearktycznej. Arrow określał jego zasięg jako obejmujący Indie i Mjanmę, jednak później odkryto gatunki w innych regionach. Spośród dotychczas poznanych osiem gatunków występuje w Chinach, sześć lub cztery w Indiach, po dwa w Mjanmie i Tajlandii, a jeden na Tajwanie.

## Systematyka
Dotychczas opisano 33 gatunki klasyfikowane w tym rodzaju:
- Trigonophorus bonnardi Delpont, 2009
- Trigonophorus dechambrei Masumoto et Sakai, 1988
- Trigonophorus delesserti Guérin-Méeneville, 1839
- Trigonophorus dilutus Bourgoin, 1914
- Trigonophorus feae Gestro, 1891
- Trigonophorus foveiceps Gestro, 1888
- Trigonophorus gracilipes Westwood, 1845
- Trigonophorus hookeri White, 1856
- Trigonophorus ligularis Ma, 1995
- Trigonophorus miyashitai Delpont, 1995
- Trigonophorus nepalensis Hope, 1831
- Trigonophorus pucholti Krajcik, 2007
- Trigonophorus rothschildi Fairmaire, 1891
- Trigonophorus saundersi Westwood, 1842
- Trigonophorus scintillans Arrow, 1910
- Trigonophorus talpa Reichenbach, 1996
- Trigonophorus xisana Ma, 1985
- Trigonophorus xizangensis Ma et Zhang, 1981
- Trigonophorus yunnanus Schürhoff, 1935